# Jean-Michel Boullier
Jean-Michel Boullier, nél le 26 août 1948 à Caulnes (Côtes-du-Nord), est un syndicaliste enseignant français, puis fonctionnaire européen.

## Biographie
Professeur de collège, il est chargé jusqu’en  1986, du dossier « décentralisation » au sein du Sgen-CFDT. Il a écrit, avec Georges Gontcharoff, deux ouvrages parus en 1988 sur cette question. De 1986 à 1998, il est secrétaire général de la fédération des Sgen-CFDT.
Il travaille ensuite pour les services de la Commission européenne, de 2006 jusqu'à sa retraite à l'Agence exécutive pour éducation, l'audiovisuel et de la culture (programme P 1), où il est responsable du programme Comenius. Il s'occupe notamment du programme e-Twinning, dont il suit le comité de pilotage.